# Thomas Rhett
Thomas Rhett Akins, Jr. (Valdosta, Georgia; 30 de marzo de 1990), más conocido por su nombre artístico Thomas Rhett, es un cantante y compositor de country pop estadounidense. Es el hijo del también cantante y compositor de música country, Rhett Akins. Thomas ha lanzado dos álbumes del estudio para la impresión de Valory de Big Machine Records: It Goes Like This (2013) y Tangled Up (2015). Estos álbumes han producido diez sencillos en las listas Hot Country y Country Airplay, con seis alcanzando la posición n.º 1 en este último: «It Goes Like This», «Get Me Some of That», «Make Me Wanna», «Crash and Burn», «Die a Happy Man», y «T-Shirt». Además de gran parte de su propio material, Thomas también ha escrito sencillos para Jason Aldean, Lee Brice y Florida Georgia Line.

## Vida personal

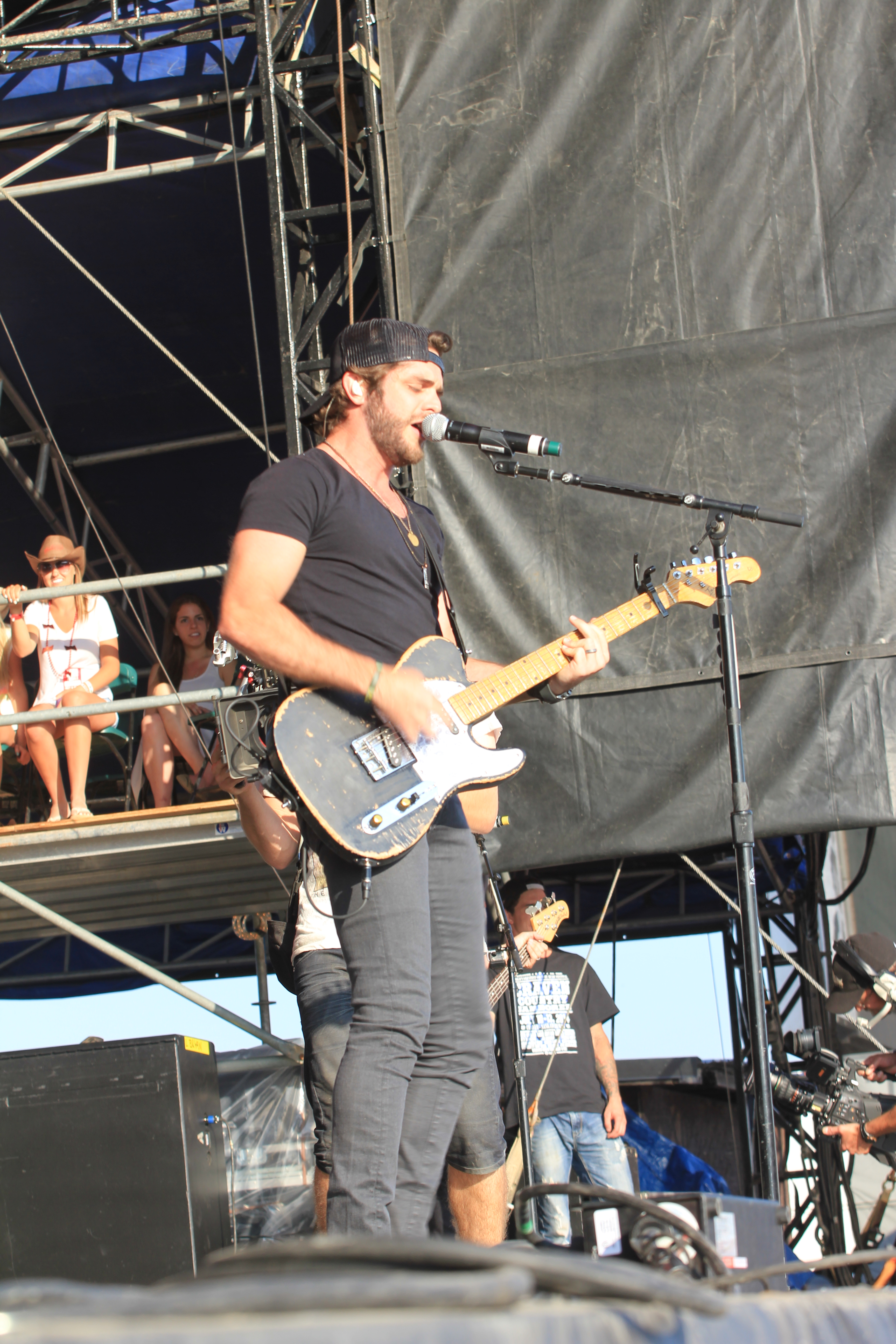
Thomas Rhett actuando en el Craven Country Jamboree 2014 en Saskatchewan, Canadá.

Thomas Rhett está casado con Lauren Gregory desde el 12 de octubre de 2012. Adoptaron a una niña de Uganda, Willa Gray Akins (nacida el 1 de noviembre de 2015), el 12 de mayo de 2017. El 12 de agosto de 2017, le dio la bienvenida a su primera hija biológica, Ada James Akins. El 23 de julio de 2019, Rhett anunció que iba a ser padre de otra niña. Su tercera hija, Lennon Love, nació el 10 de febrero de 2020. En mayo de 2021 anunció que iba a ser padre por cuarta vez de otra niña. Su cuarta hija, Lillie Carolina, nació el 15 de noviembre de 2021.

## Discografía

### Álbumes de estudio
- It Goes Like This (2013)
- Tangled Up (2015)
- Life Changes (2017)
- Where we started (2022)

### Extended plays
- Thomas Rhett (2012)

### Sencillos
- «Something to Do with My Hands» (2012)
- «Beer with Jesus» (2012)
- «It Goes Like This» (2013)
- «Get Me Some of That» (2013)
- «Make Me Wanna» (2013)
- «Crash and Burn» (2015)
- «Die a Happy Man» (2015)
- «T-Shirt» (2016)
- «Vacation» (2016)
- «Star of the Show» (2016)
- «American Spirit» (2017)

### Colaboraciones
- «Small Town Throwdown» (con Justin Moore) (2014)
- «Where we started» (con Katy Perry) (2022)

### Videos musicales
| Año  | Vídeo                                                        | Director(es)  |
| ---- | ------------------------------------------------------------ | ------------- |
| 2012 | «Something to Do with My Hands»                              | Justin Key    |
| 2012 | «Something to Do with My Hands» (version 2)                  | Peter Zavadil |
| 2012 | «Beer with Jesus»                                            | Peter Zavadil |
| 2013 | «It Goes Like This»                                          | TK McKamy     |
| 2013 | «Get Me Some of That»                                        | TK McKamy     |
| 2014 | «Small Town Throwdown» (con Brantley Gilbert y Justin Moore) | Shane Drake   |
| 2014 | «Make Me Wanna»                                              | TK McKamy     |
| 2015 | «When I Was Your Man»                                        |               |
| 2015 | «Crash and Burn»                                             | TK McKamy     |
| 2015 | «Die a Happy Man»                                            | TK McKamy     |
| 2016 | «T-Shirt»                                                    | Blake Judd    |
| 2016 | «Vacation»                                                   | TK McKamy     |
| 2016 | «Star of the Show»                                           | TK McKamy     |
| 2017 | «American Spirit»                                            | TK McKamy     |